# مارك إيتون (كرة سلة)
مارك إيتون (بالإنجليزية: Mark Eaton)‏ مواليد 24 يناير 1957 في ويستمينستير، هو لاعب كرة سلة أمريكي سابق بدأ مسيرته الاحترافية في سنة 1982. يبلغ طوله 7 قدم 4 بوصة (2.2 م). اعتزل اللعب في 1993.

## فرق لعب لها
- يوتاه جاز

## روابط خارجية
- مارك إيتون على موقع إن بي أي (الإنجليزية)
- مارك إيتون على موقع سبورتس رفرنس (الإنجليزية)
- مارك إيتون على موقع كرة السلة الأوروبية.كوم (الإنجليزية)
- مارك إيتون على موقع إي إس بي إن.كوم (الإنجليزية)
- مارك إيتون على موقع كلية كرة السلة في سبورتس رفرنس.كوم (الإنجليزية)
- مارك إيتون على موقع ريلجم (الإنجليزية)
- مارك إيتون على موقع بروبوليرز (الإنجليزية)